# Acacia hemignosta
Acacia hemignosta é uma espécie de leguminosa do gênero Acacia, pertencente à família Fabaceae.